# ستيوي غريفن: القصة غير المروية
ستيوي غريفن: القصة غير المروية هو فيلم كوميدي أُنتج في الولايات المتحدة وصدر في سنة 2005. من بطولة سيث ماكفارلن وسيث غرين وميلا كونيس وباتريك واربورتون ودرو باريمور.

## وصلات خارجية
- ستيوي غريفن: القصة غير مروية على موقع IMDb (الإنجليزية)
- ستيوي غريفن: القصة غير مروية على موقع روتن توميتوز (الإنجليزية)
- ستيوي غريفن: القصة غير مروية على موقع نتفليكس (الإنجليزية)
- ستيوي غريفن: القصة غير مروية على موقع قاعدة بيانات الأفلام العربية
- ستيوي غريفن: القصة غير مروية على موقع أول موفي (الإنجليزية)
- ستيوي غريفن: القصة غير مروية على موقع فيلمافينيتي (الإسبانية)
- ستيوي غريفن: القصة غير مروية على موقع قاعدة بيانات الفيلم (الإنجليزية)
- ستيوي غريفن: القصة غير مروية على موقع ليتربوكسد (الإنجليزية)
- ستيوي غريفن: القصة غير مروية على موقع كينوبويسك (الروسية)